# 戰少女
《戰少女》（戦ー少女イクセリオン）是1995年1月27日發售的OVA作品，全2話，為1993年《冒險!伊庫薩3》的續集。並發售同名廣播劇CD和小說（角川Sneaker文庫）。OVA版也是依據這些作品為基礎來加以延續並且從「伊庫薩」系列中加以分離，而且為了製作成其他作品將設定大幅變更。

## 廣播劇版

### 工作人員
- 原作・總導演：平野俊弘
- 劇本：中村学
- 音樂：矢野立美・渡辺宙明

### 主題曲
- OP「戦-少女イクセリオン」（作詞：前田耕一郎　作曲・編曲：矢野立美　歌：佐佐木真里）
- ED「銀河☆ロマンス」（作詞：前田耕一郎　作曲・編曲：矢野立美　歌：白鳥由里）

### 登場角色
- 甲斐 渚（伊克賽里奧）：白鳥由里[1]：本作女主角，高中畢業後想成為職業摔角手，膽小，因某件事情必須保衛地球和平成為『伊克賽里奧』也是4人中的隊長。
- 伊庫賽魯：野澤雅子
- 椎名奈美（暗黑伊克賽里奧）：冬馬由美：DJ的跳舞員工。
- 飯島黃（黃金伊克賽里奧）：西村千奈美：是位歌手。
- 河合可愛（白銀伊克賽里奧）：天野由梨
- 克羅絲：平松晶子：卡歐斯的妹妹。
- 卡歐斯：堀川亮：克羅絲的哥哥。

- 甜心・帕茲：篠原惠美
- 羅普・溫和：江原正士
- 露 野人：西村智博
- 卡古・雷米東長官：若本規夫
- 水無月士郎：辻谷耕史
- 伊庫薩1：山本百合子
- 伊庫薩3：深雪さなえ

## OVA版

### 工作人員
- 導演・劇本・分鏡：平野俊弘
- 演出：久志秀彰、元永喜太郎
- 美術：加藤浩
- 音樂：矢野立美
- 角色設定：平野俊弘、西井正典
- 機械設定：橋本敬史
- 作画監督：西井正典、橋本敬史、別所誠人

### 主題歌
- OP「戦-少女イクセリオン」（作詞：前田耕一郎　作曲・編曲：矢野立美　歌：佐々木真里）
- ED「YOU'RE THE BEST PARTNER!」（作詞：前田耕一郎　作曲：川井憲次　編曲：矢野立美　歌：高橋なおみ）

### 登場角色
- 甲斐渚（伊庫賽利翁）：白鳥由里
- 椎名奈美（黑色伊庫賽利翁）：冬馬由美
- 飯島黃（金色伊庫賽利翁）：西村千奈美
- 河合可愛（銀色伊庫賽利翁）：天野由梨
- 伊庫賽魯：野澤雅子
- 異星的伊庫賽利翁：篠原惠美
- 卡歐斯：堀川亮
- 克洛斯：平松晶子

### 關連商品
LD
- 伊庫賽利翁 1卷　1995年1月27日發售
- 伊庫賽利翁 2卷　1995年3月24日發售

DVD
- 戰-少女　伊庫賽利翁　D-1　1999年12月10日發售

## 關連項目
- 戰鬥吧!!伊庫薩1
- 冒險!伊庫薩3